# 이기심
이기심(利己心, 문화어: 리기심)은 다른 사람에 관계 없이 자신의 이익, 즐거움, 복지만을 과도하게 꾀하는 마음이다. 이기심은 이타심과 반의어이며 자아중심주의와 반의어이기도 하다.

## 심리학
공감의 부족은 이기심의 뿌리 중 하나로 여겨져 왔으며, 사이코패스를 냉정하게 조종하는 데까지 확장되었다.
자기긍정과 이기심 사이의 대조는 개인/공동체의 각자의 주장이 종종 부모와 자녀, 남성과 여성 사이에서 벌어지는 갈등의 장이 되었다.
정신분석가들은 진정한 자아 감각의 발달을 선호하며 아나 프로이트가 "감정적 항복"(emotional surrender)이라고 불렀던 자기 폐쇄와는 반대로 건강한 이기심에 대해서도 말할 수 있다.

## 범죄학
자기 중심성(self-centeredness)은 "범죄 회전(The Criminal Spin)" 모델이라는 범죄 현상에 대한 현상학적 이론의 핵심 특징으로 표시되었다. 따라서 대부분의 범죄 행위에는 자기중심주의가 고조되어 있으며, 이는 상황과 범죄 형태에 따라 다르게 나타난다.

## 같이 보기
- 개인주의
- 이기주의
- 나르시시즘
- 객관주의
- 자기 고양적 편견
- 이기적 유전자